# Star Trek: Voyager
Para ver otros usos de Star Trek, ver Star Trek (desambiguación).
Star Trek: Voyager es una serie de televisión de ciencia ficción estadounidense, creada por Rick Berman, Michael Piller y Jeri Taylor. Se emitió originalmente del 16 de enero de 1995 al 23 de mayo de 2001 por UPN, con 172 episodios repartidos en siete temporadas. Es la quinta serie de la franquicia Star Trek. Ambientada en el siglo XXIV, cuando la Tierra es parte de una Federación Unida de Planetas, sigue las aventuras de la Flota Estelar USS Voyager mientras intenta regresar a su hogar en el Cuadrante Alfa después de quedar varado en el Cuadrante Delta en el otro lado de la galaxia.
Paramount Pictures encargó la serie después de la cancelación de Star Trek: The Next Generation para acompañar la actual Star Trek: Deep Space Nine. Querían que les ayudara a lanzar UPN, su nueva red. Berman, Piller y Taylor idearon la serie para superponerse cronológicamente con Deep Space Nine y mantener la continuidad temática con elementos que se habían introducido en The Next Generation y Deep Space Nine. La compleja relación entre la Flota Estelar y los ex colonos de la Federación conocidos como Maquis fue uno de esos elementos y un tema central persistente. Voyager fue la primera serie de Star Trek que presentó a una oficial al mando, la capitana Kathryn Janeway (Kate Mulgrew), como personaje principal. Berman fue el productor ejecutivo principal a cargo de la producción general, asistido por una serie de productores ejecutivos: Piller, Taylor, Brannon Braga y Kenneth Biller.
Ambientada en una parte diferente de la galaxia de los programas anteriores de Star Trek, Voyager les dio a los escritores de la serie espacio para presentar nuevas especies alienígenas como personajes recurrentes, a saber, Kazon, Vidiians, Hirogen y Species 8472. Durante las últimas temporadas, los Borg, una especie creada para The Next Generation, fueron presentados como los principales antagonistas. Durante la ejecución de Voyager, se produjeron varias novelizaciones de episodios y videojuegos relacionados; Una vez finalizada, varias novelas continuaron la narrativa de la serie.

## Producción
La serie Star Trek: Voyager fue producida para lanzar UPN, un canal de televisión de Paramount. Planificando sus inicios desde 1993, se desarrollaron historias que introdujeron a los Maquis en varios capítulos de Star Trek: The Next Generation y Star Trek: Deep Space Nine. La serie Star Trek Voyager fue filmada en el mismo estudio que utilizaba Star Trek: The Next Generation. El episodio piloto Caretaker (El Guardián), fue grabado en octubre de 1994. Por esos tiempos, Paramount fue vendida a Viacom, siendo Voyager la primera serie de Star Trek en ser estrenada después de la venta de la compañía.
Star Trek Voyager fue el primer programa de UPN en emitirse a las 20:00 del 16 de enero de 1995.
Los estudios Amblin Imaging ganaron el Emmy por los efectos especiales de los créditos iniciales, pero en los episodios semanales de las primeras temporadas, los exteriores aún eran capturados usando miniaturas de la Voyager, transbordadores, y otras naves, el mismo método utilizado en The Next Generation.
Esto cambió a mediados de la 3.ª temporada en 1996, momento en el que Star Trek: Voyager se convierte en la primera serie de Paramount en pasar completamente al uso de CGI (Imágenes Generadas por Computadora), eliminando de esta manera los modelos en miniatura. Paramount obtuvo un contrato exclusivo con Foundation Imaging que había hecho los efectos de las primeras tres temporadas de Babylon 5. Después de que Star Trek Voyager probara con éxito el uso de CGI, Star Trek: Deep Space Nine comenzó a utilizarlos un año más tarde para su sexta temporada. Foundation Imaging también realizó los efectos de Star Trek: Enterprise.

## Argumento
En el primer episodio (El Guardián), la USS Voyager se encuentra en una misión para localizar a una desaparecida nave Maquis. La capitana Janeway saca de prisión a Tom Paris (un exoficial de la Flota Estelar) para ayudarla a encontrar la nave. Maniobrando a través de las peligrosas Tierras Baldías, un antiguo alienígena conocido como El Guardián, transporta la Voyager hacia el Cuadrante Delta, al otro lado de la galaxia, donde también fue enviada la nave Maquis. En el proceso, varios miembros de la tripulación mueren, incluyendo el Primer Oficial, Jefe de Ingenieros, el Timonel y todo el personal de la Enfermería.
La Voyager y la nave Maquis son atacadas por los Kazon, quienes intentan tomar control de la Estación del Guardián, la cual fue utilizada para transportar las naves. La nave maquis colisiona con una de las naves Kazon, destruyendo en el proceso a ambas, transportando previamente a la tripulación Maquis a la Voyager. Creyendo que los Kazon utilizarían las estación para dañar a los Ocampa, Janeway decide destruirla en lugar de regresar a casa.
Los tripulantes de la Flota Estelar y Maquis se unen y trabajan juntos mientras comienzan un viaje de 75 mil años luz para volver a casa, el cual tomaría 70 años.
El Cuadrante Delta es un territorio inexplorado por la Federación. En su camino de regreso, la tripulación encuentra especies hostiles como los Vidiians, los Kazon, los Hirógenos, los Borg y la Especie 8472 proveniente del espacio fluido. También hallará peligrosos fenómenos naturales.
Al mismo tiempo, al conocer que la Voyager sobrevivió, la Flota Estelar desarrolla medios para establecer comunicaciones regulares, gracias a los esfuerzos del teniente Reginald Barclay.

## Temáticas
Debido a su concepción, la serie es muy diferente a las anteriores, lo que fue pensado por sus creadores como forma de generar nuevas historias y al mismo tiempo mantener la originalidad. Por ello encontramos nuevas razas, nuevos mundos y nuevos desafíos al explorar una región del espacio desconocida para la Federación. También es apreciable el adelanto en la tecnología empleada, sobre todo en cuanto a los efectos visuales, permitiendo así llevar a la pantalla historias que diez años antes hubieran sido muy difíciles de producir y sobre todo demasiado costosas.
La serie presenta varias líneas temáticas recurrentes, una de ellas es el conflicto entre padres e hijos, además de dramas familiares; Tom Paris y su tirante relación con su padre Owen Paris a quién decepciona por su carácter rebelde, asimismo B'Elanna Torres y su lucha con su origen híbrido klingon-humano y el resentimiento hacía su padre por abandonarla y a su madre por obligarla a vivir su tradición Klingon. Chakotay lucha en un capítulo con su herencia indígena, que su padre le quiso obligar a asimilar y que él rechazó para unirse a la Federación; tiempo después de la muerte de su progenitor, se hizo un tatuaje facial en su memoria.
Neelix es atormentado por la pérdida de su familia durante la guerra; Siete de Nueve quien no puede perdonar que por culpa de sus padres haya sido asimilada por los Borg; inclusive el Doctor, un Holograma Médico de Emergencia sostiene una fuerte relación con su programador, a quien considera su "padre". La Capitana Janeway continuamente ayuda a resolver estos dramas con comprensión y sabiduría, fungiendo como madre de la tripulación de la que se refiere continuamente como "su familia en el Cuadrante Delta".
Star Trek: Voyager está planteada quizás como una nueva Odisea. La astucia de un Ulises (encarnado en la figura de una mujer) que quiere hacer regresar a su tripulación a casa, luchando entre lo pragmático y lo moral.
Muchos de los capítulos de la serie son analogías de temas en boga durante su época de transmisión: crímenes de guerra, daños ecológicos, manipulación genética, derechos humanos de tercera generación, entre otros.

## Holocubierta
La tecnología de ficción de la Holocubierta (también llamada cámara holográfica o holodeck), permite que flujos fotónicos puedan materializarse recreando no solo personajes, sino escenarios y objetos, con sus texturas, pesos, olores y hasta sabores; debido al aislamiento de la Voyager, muchos de los capítulos se desarrollan en las holocubiertas, lo que permite historias que sin este recurso narrativo serían impensables.

## Personajes
| Personaje        | Actor/actriz          | Doblaje español         | Especie                                                                  | Rango                                | Posición |
| ---------------- | --------------------- | ----------------------- | ------------------------------------------------------------------------ | ------------------------------------ | --- |
| Kathryn Janeway  | Kate Mulgrew          | Cristina Aldrey         | Humana                                                                   | Capitán                              | Oficial comandante |
| Chakotay         | Robert Beltran        | Roberto Reboiro         | Humano                                                                   | Comandante (provisional)             | Primer oficial |
| Tuvok            | Tim Russ              | Javier López            | Vulcano                                                                  | Teniente comandante                  | Jefe de seguridad y oficial táctico |
| B’Elanna Torres  | Roxann Dawson         | Maika Aguado            | Humano-Klingon (Mestizo); Mitad humana (padre) / mitad klingon (madre)   | Teniente júnior (provisional)        | Jefe de ingeniería |
| Tom Paris        | Robert Duncan McNeill | Raúl Dans               | Humano                                                                   | Teniente júnior (provisional)        | Timonel jefe Asistente de enfermería (temporadas 1-7) |
| Harry Kim        | Garrett Wang          | Sergio Rodríguez-Guisán | Humano                                                                   | Alférez                              | Oficial de operaciones |
| Doctor           | Robert Picardo        | Iñaki Baliño            | Holograma                                                                | Oficial médico jefe                  | Oficial médico de emergencia, convertido en oficial médico jefe                                                                                           |
| Neelix           | Ethan Phillips        | Santiago Salorio        | Talaxiano                                                                | Embajador (temporada 7)              | Cocinero, consejero diplomático y oficial de moral y entretenimiento (temporadas 1-6) Embajador de la Flota Estelar para el Cuadrante Delta (temporada 7) |
| Kes              | Jennifer Lien         | Ruth Pazo Olivares      | Ocampa                                                                   | Sin rango                            | Asistente de enfermería, estudiante médica y jardinera (temporadas 1-4)                                                                                   |
| Siete de nueve   | Jeri Ryan             | Sara Couce Manso        | Humana, ex Borg                                                          | Sin rango                            | Oficial de astrometría (temporadas 4-7) |
| Naomi Wildman    | Scarlett Pomers       | Luz Tellería            | Humano-Ktariano (Mestizo); Mitad humana (madre) / mitad ktariana (padre) | Sin rango                            | Asistente de la capitán Janeway (no oficial) |
| Icheb            | Manu Intiraymi        |                         | Brunali, ex Borg                                                         | Sin rango                            | Oficial de astrometría (temporadas 6-7) |
| Samantha Wildman | Nancy Hower           | Rocío Pereiras          | Humana                                                                   | Alférez (error de traducción Cadete) | Xenobióloga |

## Primera capitán Janeway
Originalmente, la actriz canadiense Geneviève Bujold fue elegida para el rol de la capitán Nicole Janeway. Una versión indica que al segundo día de filmación ella se retiró, argumentando cansancio e incompatibilidad con los rigurosos tiempos de la televisión. Otra versión, expresada por Rick Berman en el DVD de la primera temporada de Voyager, es que “fue suficiente un día o dos para darnos cuenta, por el bien de todos, que era mejor ir en otra dirección”. Kate Mulgrew fue elegida para reemplazar a Bujold después de una segunda rueda de audiciones. El personaje de la capitán fue renombrado a Kathryn Janeway, quien por cierto tiene el mismo nombre que el personaje de la novela de James Ellroy, L.A. Confidential.

## Conexiones con otras series de Star Trek

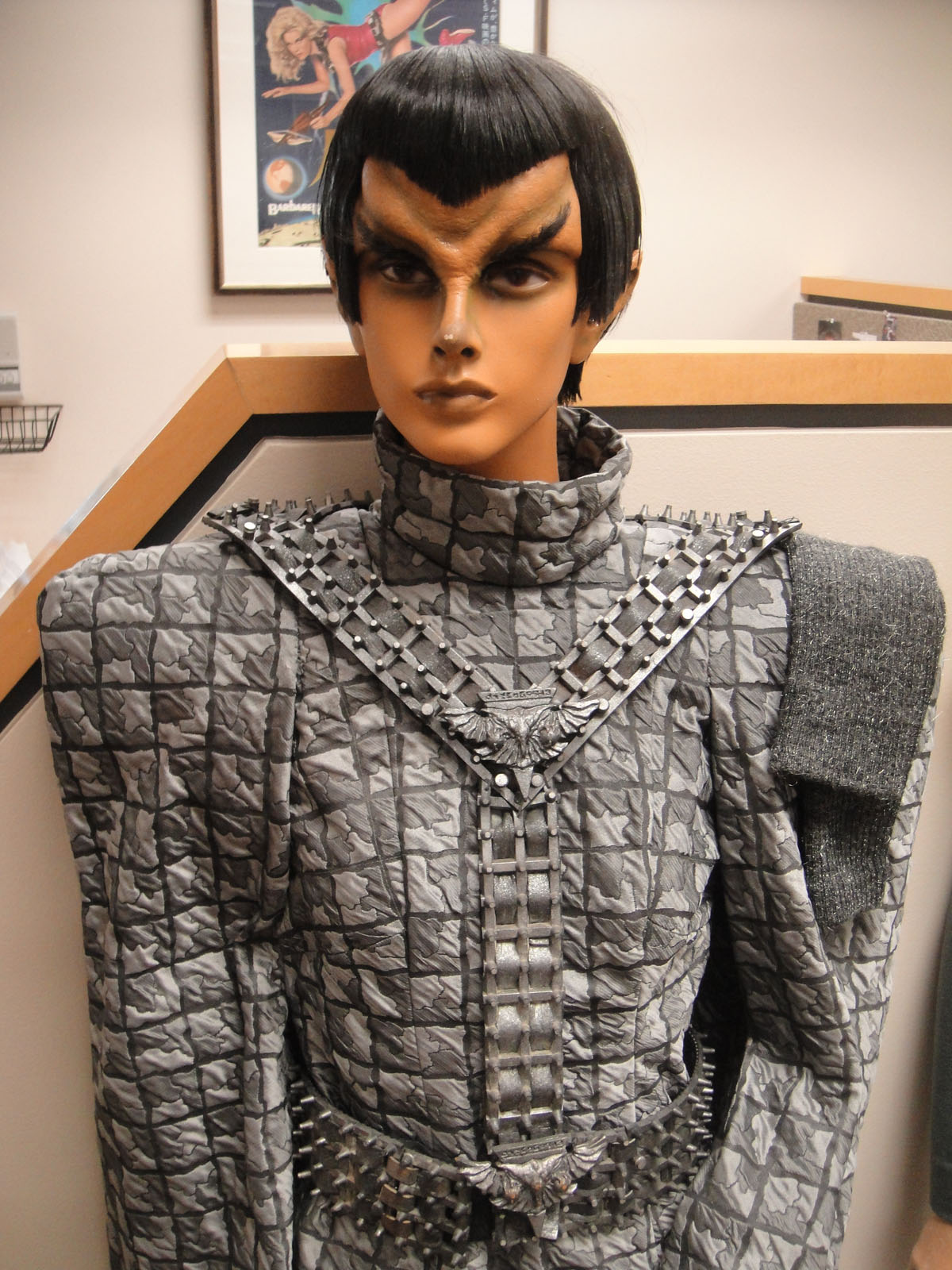
Voyager, trajes de Star Trek

Como en otras series de Star Trek, los klingons y romulanos de  la serie original aparecen en Star Trek: Voyager. Majel Barrett es quien nuevamente le da voz al ordenador de la nave.
Voyager también contó con la aparición de varios personajes y razas inicialmente de  la nueva generación: Q, William Riker, Geordi La Forge, Deanna Troi, Reginald Barclay, los Borg, los cardasianos, y los bajoranos, entre otros.
La Reina Borg también apareció en la serie, interpretada generalmente por Susanna Thompson; y para el episodio final de la serie, Alice Krige vuelve a encarnar a la Reina, como lo hizo en la película Star Trek VIII: Primer contacto.
Quark de  Espacio profundo 9 aparece en el episodio piloto, El Guardián.
George Takei hace su participación como el capitán Hikaru Sulu, cuando Tuvok revive sus primeros años sirviendo a bordo de la nave de la Federación USS Excelsior, en eventos que tomaron lugar en Star Trek VI: Aquel país desconocido. En este episodio (Salto atrás) también aparece Grace Lee Whitney como la comandante Janice Rand y Michael Ansara como Kang, capitán de una nave klingon.
La serie de animación de Nickelodeon "Star Trek: Prodigy", cuenta con la participación de Kate Mulgrew regresando como la Almirante Janeway prestando su voz, dando la conexión de su personaje de Star Trek Voyager con Star Trek: Prodigy.

## Libros
Tras el éxito de una serie de novelas de bolsillo de Star Trek: Deep Space Nine, que tomaban lugar después del final de la serie, un lanzamiento similar fue pensado para Star Trek: Voyager. Las novelas también tomaban lugar luego del final de la serie. En los lanzamientos, varios personajes fueron reasignados mientras otros fueron ascendidos pero permanecieron en la Voyager, estos cambios incluyeron a Janeway que fue promovida a Almirante, Chakotay pasó a ser el Capitán de la Voyager, Tuvok dejó la nave para servir bajo el mando de William Riker, y Tom Paris se convirtió en primer oficial. La serie de libros también introduce nuevos personajes.
Esta serie comienza con Homecoming y The Farther Shore en 2003, y son secuelas directas del episodio final Endgame. Fueron seguidos en 2004 por Spirit Walk: Old Wounds y Spirit Walk: Enemy of My Enemy.

## DVD
El lanzamiento en formato DVD de Star Trek: Voyager se produjo a lo largo del año 2004/2005, dependiendo la región. Comenzando su lanzamiento el 4 de febrero de 2004, cada DVD Box Set posee un color e imagen distintivo, además de materiales extras tales como comentarios, entrevistas con los actores y productores, y documentales especiales.
Información Técnica
- Menú Interactivo
- Sonido: Surround Sound 5.1/ Dolby Digital 2.0 Surround
- Nros de DVD: 47 en total, más 2 DVD extras para la 6.ª y 7.ª temporada (Región 1)

## Impacto en la cultura popular
En la serie de televisión Los Simpson se hacen varias menciones de la serie, en una ocasión el personaje "El Coleccionista" intenta bajar de Internet una fotografía erótica de la capitana Janeway mientras dice: “¡Ah! Janeway, ¡encaje! ¡Lo máximo en sostenes (sujetadores)!”.
Episodios adelante, el mismo personaje sólo pide a la vida “cinco minutos en la holocubierta con Siete de Nueve”.
Igualmente en otro episodio especial de noche de brujas en el cuartel del coleccionista, se puede apreciar que se encuentra Siete de Nueve en un envoltorio de plástico, junto a otras personalidades como el creador de la serie Matt Groening.
Más adelante, cuando se pierde el álbum familiar de Los Simpsons, recrean sus momentos más felices para fotografiarlos, uno de esos momentos es la reunión en la sala de la casa con amigos para ver el final de Star Trek: Voyager Homer llorando dice “Capitana Janeway, cumpliste tu misión de llegar a casa ¡demasiado pronto!”, al parecer, una queja de Los Simpsons por el fin de Star Trek: Voyager, destaca el personaje de Lenny vestido como Siete de Nueve..

## Paradojas temporales
Una temática recurrente de Star Trek: Voyager es la de las paradojas temporales. Un ejemplo es la desarrollada en el episodio El fin del futuro:
1967: El capitán Braxton, que viene accidentalmente del año 2373, acaba estrellándose con la nave temporal Aeon. Un vagabundo, Henry Starling aprovechará la tecnología del siglo XXIX que hay en la nave, para que durante las siguientes 3 décadas desarrolle un chip e inicie la Era de los Ordenadores, además de un poderoso imperio.
1996: La tripulación de la Voyager llega a este año, tras ser transportada accidentalmente por la nave Aeon desde el siglo XXIV. Para regresar a su tiempo, buscarán la nave Aeon y al capitán Braxton. Gracias a la información de un Braxton 30 años mayor, consiguen encontrar a Henry Starling, un poderoso empresario y genio de la microelectrónica, que ha usado la tecnología del siglo XXIX de la nave Aeon, para vender tecnología al resto del mundo. Starling tiene intención de viajar al siglo XXIX con la nave Aeon para conseguir más tecnología que pueda vender en su época. El Voyager debe impedir tal viaje, ya que destruiría el siglo XXIX en una explosión temporal, ya que es muy difícil calibrar el dispositivo temporal. La Voyager consigue destruir la nave y la explosión temporal en el siglo XXIX no se produce. El capitán Braxton de una nueva línea temporal, aparece en 1996 y devuelve a la Voyager a su posición y tiempos originales. El capitán Braxton original, permanece en este tiempo y lugar.
2373: La USS Voyager (NCC-74656) presuntamente es la culpable de una explosión temporal en el siglo XXIX que destruirá el sistema solar, ya que se encontró parte de su casco. Por ello el capitán Braxton, viaja a este año desde el siglo XXIX, para destruir la Voyager antes que ocurra la explosión. Durante el enfrentamiento, ambas naves son absorbidas por el vórtice temporal, llevando a la nave Aeon al año 1967 en la Tierra y la Voyager al año 1996.
2832 (antes de los cambios temporales): Una masiva explosión destruye el sistema solar terrestre y el culpable de la explosión es la Voyager, ya que se encuentran evidencias de su presencia en la misma explosión. El capitán Braxton, pilotando una nave temporal de la Federación, la Aeon, viaja en el tiempo hasta el 2373 para destruir la Voyager en el Cuadrante Delta, pero su ataque falla y acaba estrellándose en la Tierra en 1967 por accidente.
2832 (después de los cambios temporales): La explosión temporal no tiene lugar, ya que la Voyager destruyó la nave temporal Aeon en 1996, justo antes que iniciara su viaje al siglo XXIX. El capitán Braxton de esta nueva línea temporal detecta los movimientos temporales y viaja al año 1996 para llevar la Voyager a su tiempo y lugar originales.
O esta otra desarrollada en el episodio Atemporal:
2390: Al intentar un viaje cuántico con un nuevo tipo de impulsor basado en la tecnología de un alienígena y aplicaciones Borg para acortar el viaje a casa; se encuentran con una fase de flujo que Chakotay y Harry Kim deben compensar desde el Volador Delta, al fallar la nave se estrella en un planeta congelado a las orillas del Cuadrante Alfa y todos perecen, 15 años después Chakotay y Kim intentan utilizar tecnología borg para evitar el desastre, al conseguirlo evitan la tragedia abortando la misión de la Voyager creando una nueva línea de tiempo.